# The Bluff (Kajmanski otoci)
Bluff je najviši dio Kajmanskog otočja, britanskog prekomorskog teritorija u Karipskom moru. Nalazi se na istočnom kraju otoka Kajman Brač i ima najveću nadmorsku visinu od 43 m .

## Opis
Bluff je niska zaravan kraškog vapnenca, koja se blago uzdiže prema istočnom kraju otoka. Velik dio podupire raznoliku suhu šumu kojom dominiraju Cedrela odorata, Sideroxylon salicifolium, Exothea paniculata, Chionanthus caymanensis i Bursera simaruba. Šuma ima dugu povijest sječe i predstavlja mozaik starog i sekundarnog stabla. 

## Važno područje za ptice
Nekih 473 ha je BirdLife International identificirao kao Bluff Forest Važno područje za ptice (IBA) jer podržava značajne populacije bjelokapih golubova (Patagioenas leucocephala), kubanskih amazonki (Amazona leucocephala), karipskih elenija (Elaenia martinica), bahamskih virea (Vireo crassirostris) i karipskih sjeničica (Setophaga vitellina). IBA obuhvaća 82 ha National Trust 's Brac Parrot Reserve koji štiti zrela i stojeća mrtva stabla kao stanište za gniježđenje kubanskih amazonskih papiga.
- Patagioenas leucocephala
- Amazona leucocephala
- Elaenia martinica
- Vireo crassirostris
- Setophaga vitellina

## Vanjske poveznice
- (engl.) The Bluff - Cayman Islands, Geonames.com.